# Johnny Maloney
John Patrick Maloney (30 de mayo de 1932 – septiembre de 2004) fue un boxeador británico. Compitió en el evento de peso wélter masculino en los Juegos Olímpicos de verano de 1952 y luchó como Johnny Maloney .
Maloney ganó el título de peso wélter británico de la Asociación de Boxeo Amateur de 1951 y 1952, cuando boxeaba fuera de Dagenham ABC y Royal Air Force respectivamente.